# Åsa Westlund
Åsa Westlund, née le 19 mai 1976, est une ancienne députée européenne suédoise membre du Parti social-démocrate suédois des travailleurs.

## Biographie
Députée européenne de 2004 à 2014, elle fait partie du groupe de l'Alliance progressiste des socialistes et démocrates au Parlement européen. Elle est membre de la Commission de l'environnement, de la santé publique et de la sécurité alimentaire.